# Ailiph Doepa
アイリフドーパ（AILIFDOPA）は、2010年4月に結成した日本の4人組バンドである。略称はドーパ。
2023年5月15日にAiliph Doepaからアイリフドーパ (英語表記 AILIFDOPA)に改名。

## 概要
元はリンプ・ビズキットのコピーバンドとして始めたという。
メンバー自体は全員音楽大学で出会ったと話している。
バンド名は以前バンドに所属していたギター担当がつけた造語で、メンバー名はアイガーゴイルが閃きを元にしてバーミヤンで2時間考えた後に命名している。
初期は以前所属していたギターとアイガーゴイルの2人でメタル系の曲を作っていたものの、後にアイガーゴイルが作曲を務めるようになってから、同じ展開に戻らない楽曲が多くなったと話している。
一時期は迷彩柄の全身タイツを着て、化け物メイクを施したり、MC中であるにもかかわらず誰も話さずにパソコンとスピーカーを繋げたままとりとめのない台詞を流したりなどしていたといい、アイガーゴイルはこの時期を「闇のシーズン」と命名している。
また、音楽的には「SYSTEM OF A DOWN」や「マキシマム ザ ホルモン」などの影響を強く受けていると話している。
2018年にはオーディションを勝ち抜き、DEAD POP FESTiVAL 2018で初出場を果たしている。
2023年5月15日に行われたゴイルの日前夜祭2において英語表記のAiliph Doepaからカタカナ表記のアイリフドーパ (AILIFDOPA)に改名を発表。

## メンバー
Eyegargoyle（アイガーゴイル）
ボーカル・作詞作曲。東京都・新小岩が地元。父親はイギリス生まれ、母親は日本人のダブルである。洗足学園音楽大学のギター科に所属していた。
1991年4月30日（33歳）
RedZibra（レッドジブラ）
ベース担当。
1991年12月7日（33歳）
Donaldy Ketchup（ドナルディケチャップ）
ドラム担当。
1992年9月9日（32歳）
Paprika Papriko（パプリカパプリコ）
ギター担当。
1993年1月1日（32歳）

### 元メンバー
AMAGOE#13
ドラム担当。2011年に脱退。
mamzer6（マムゼル）
ギター担当。2014年3月9日のライブを最後に脱退。

## ディスコグラフィ

### アルバム
| 番号 | 発売日         | タイトル             | 販売元                 |
| ---- | -------------- | -------------------- | ---------------------- |
| 1    | 2011年11月25日 | Million Seller Album | インディーズ・メーカー |
| 2    | 2014年5月30日  | CURSE OF ART         | インディーズ・メーカー |
| 3    | 2018年10月3日  | OXYGEN               | EVIL CAT RECORDS       |
| 4    | 2020年12月16日 | Exormantis           | イノベーター           |
| 5    | 2020年12月16日 | Plasma 〜the world〜 | イノベーター           |

### コンプリートアルバム
| 発売日        | タイトル     | 販売元           |
| ------------- | ------------ | ---------------- |
| 2016年5月25日 | Ailiph Doepa | EVIL CAT RECORDS |

## ミュージックビデオ
| 公開日     | 監督              | 曲名                            | 備考                          |
| ---------- | ----------------- | ------------------------------- | ----------------------------- |
| 2017/10/30 | shun murakami     | Scary Night                     |                               |
| 2017/12/30 | shun murakami     | Millennium Song                 |                               |
| 2018/01/30 | ZIPANGUworks      | Machu Picchu                    |                               |
| 2019/05/29 | Shin Ishihara     | Melt Bitch                      |                               |
| 2019/07/20 | Eyegargoyle       | Lemon                           | 撮影/編集：ZIPANGUworks       |
| 2019/11/01 | Takasuke Kato     | Galactic Kamadouma              |                               |
| 2020/08/10 | shun murakami     | Cocoon                          |                               |
| 2020/12/09 | Shin Ishihara     | Traffic jam                     |                               |
| 2020/12/09 | Takasuke Kato     | My right hand thumb is a Kraken |                               |
| 2021/02/12 | takuma / syunsuke | SE・SA・ME                      |                               |
| 2021/06/18 | 野上虎太郎        | My Goblin                       | 出演：GOGAMI / KEI KOGANEMARU |
| 2021/12/25 | 野上虎太郎        | White Sun                       |                               |
| 2022/04/30 | 野上虎太郎        | That's a 脳脳                   |                               |
| 2022/10/08 | 野上虎太郎        | Edo Word                        |                               |
| 2022/12/09 | 野上虎太郎        | Wenkamuy                        |                               |
| 2023/04/01 | 野上虎太郎        | The Record of Johnny            |                               |
| 2024/04/04 | 野上虎太郎        | 借り暮Ra死のヘカトンケイル      |                               |
| 2024/08/02 | 野上虎太郎        | DEATH BABOON                    |                               |
| 2024/10/09 | 野上虎太郎        | NEVES                           |                               |

## 出演

### テレビ番組
- 『音流〜On Ryu〜』（2018年11月23日[12]、2021年1月29日[13]）

### ライブ
- 『DEAD POP FESTiVAL』2018年、オープニングアクト
- 『KNOTFEST』 2020年、オープニングアクト(開催中止)
- 『KNOTFEST』 2023年、オープニングアクト

### テレビCM
- ブシロードクリエイティブ社『TAMA-KYU カプセルトイ 罠』（2020年ｰ、CMソングに同バンドの「SE･SA･ME」が使用された）[14]